# Non sono un assassino
Pour plus de détails, voir Fiche technique et Distribution.
Non sono un assassino est un giallo italien réalisé par Andrea Zaccariello (it) et sorti en 2019.
Il s'agit de l'adaptation du roman de Francesco Caringella.

## Synopsis
Francesco, officier de police adjoint à Bari, retrouve après presque deux ans son meilleur ami, le juge Giovanni Mastropaolo, qui lui demande de l'aide car il est menacé par la mafia. Le 27 octobre, le juge Mastropaolo appelle Francesco depuis sa villa à Nardò et lui fixe un rendez-vous. Francesco parcourt environ 200 km, se rend de bonne heure à la villa du juge pour écouter une histoire qui se terminera par une question et une réponse claire, après quoi il remonte dans sa voiture et rentre immédiatement chez lui.
Le lendemain matin, le juge est retrouvé mort d'une balle dans la tête. Francesco se retrouve en difficulté car il est la dernière personne à l'avoir vu vivant et il n'y a que ses empreintes digitales dans la maison.
Pour prouver son innocence, Francesco choisit comme défenseur Giorgio, un avocat qui traverse une période de dépression et d'alcoolisme à la suite d'un amour non partagé, tandis que l'enquête est menée par le procureur Paola Maralfa. Francesco révèle que son ami le juge voulait avoir son avis sur un homme politique qu'il voulait arrêter, mais dont Francesco ne connaît pas le nom.
Francesco a mené une vie de patachon, a détruit sa famille par de nombreuses tromperie et a l'habitude de mentir. Tout cela renforce la suspicion des enquêteurs à son égard.
Alors que tout semble se liguer contre lui, lors du procès, l'avocat parvient à prouver la non-fiabilité du témoin et à faire acquitter Francesco, mais le coup de théâtre survient in extremis, lorsqu'on découvre que l'auteur du crime est Francesco lui-même, qui a été approché par un mystérieux parrain, appelé le « Professeur », et qui a empêché la capture d'un dangereux gangster recherché par Mastropaolo. Lorsque le juge le convoque dans sa villa, il lui demande s'il va quitter la police, laissant entendre qu'il est au courant de sa trahison, et Francesco le tue, brûlant les papiers qui le condamneraient. Pendant des années, les trois amis se sont continuellement échangé une mystérieuse clef, dont Francesco découvre qu'elle ouvre un compartiment secret dans le bureau du juge. Il y trouve une note avec les mots : « Pourquoi as-tu succombé au diable ? », signe que son ami savait depuis toujours que tôt ou tard Francesco le trahirait lui aussi. Après son acquittement, Francesco rencontre le Professeur, qui évite de montrer son visage et qui, par l'intermédiaire de son porte-parole, le témoin même qui a accusé Francesco et qui a ensuite prononcé son acquittement, lui demande de se mettre à l'abri des regards pendant le temps où il serait absent s'il était condamné. Le film se termine avec Francesco résidant dans une lointaine station balnéaire, où il reçoit la visite de sa fille.

## Fiche technique
- Titre italien : Non sono un assassino[1] (litt. « Je ne suis pas un assassin »)
- Réalisateur : Andrea Zaccariello (it)
- Scénario : Andrea Zaccariello (it), Paolo Rossi d'après le roman de Francesco Caringella
- Photographie : Fabio Zamarion
- Musique : Leonardo De Bernardini
- Décors et costumes : Eva Coen
- Production : Alessandro Passadore, Agostino Saccà, Giuseppe Saccà
- Société de production : Viola Film, Pepito Produzioni, Rai Cinema
- Pays de production :  Italie
- Langue originale : italien
- Format : Couleurs - 2,35:1
- Durée : 110 minutes
- Genre : Giallo
- Dates de sortie :
  - Italie : 28 avril 2019

## Distribution
- Riccardo Scamarcio : Francesco
- Alessio Boni : Giovanni
- Edoardo Pesce : Giorgio
- Claudia Gerini : Paola Maralfa
- Barbara Ronchi : Vittoria
- Sarah Felberbaum : Béatrice
- Caterina Shulha (it) : Katherine
- Vincenzo De Michele : Michele Monno
- Elisa Visari : Marta
- Flavia Gatti : Béatrice jeune
- Silvia D'Amico : Alice